# جان كلود جيرمان
جان كلود جيرمان هو كاتب مسرحي وصحفي وكاتب كندي، ولد في 18 يونيو 1939 في مونتريال في كندا.

## وصلات خارجية
- جان كلود جيرمان على موقع IMDb (الإنجليزية)